# San Antonio, San Fernando
San Antonio är en ort i Mexiko.   Den ligger i kommunen San Fernando och delstaten Chiapas, i den sydöstra delen av landet, 700 km öster om huvudstaden Mexico City. San Antonio ligger 625 meter över havet och antalet invånare är 185.
Terrängen runt San Antonio är huvudsakligen kuperad, men norrut är den bergig. Runt San Antonio är det ganska tätbefolkat, med 116 invånare per kvadratkilometer. Närmaste större samhälle är Berriozábal, 16,9 km söder om San Antonio. I omgivningarna runt San Antonio växer huvudsakligen savannskog.